# Tipula austriaca
Tipula austriaca är en tvåvingeart som först beskrevs av Pokorny 1887.  Tipula austriaca ingår i släktet Tipula och familjen storharkrankar. Inga underarter finns listade i Catalogue of Life.